# Edward Charles Pickering
Edward Charles Pickering (19. července 1846 – 3. února 1919) byl americký astronom. Jeho starším bratrem byl další astronom William Henry Pickering. Spolu s Carlem Vogelem objevili první spektroskopické dvojhvězdy.

## Život
Navštěvoval Bostonskou Latinskou školu a po jejím dokončení odešel na Harvardovu univerzitu, kde získal v roce 1865 bakalářský titul. Po absolvování univerzity vyučoval na Massachusettském technologickém institutu. Později byl ředitelem Observatoře Harvardovy univerzity, kterým zůstal od roku 1877 až do své smrti v roce 1919. Zde dosáhl velkého pokroku na poli shromažďování hvězdných spekter.
Na Harvardu pro něj pracovalo více než 80 žen, z nichž nejslavnější je Henrietta Swan Leavittová. Tyto ženy byly označovány jako Harvardské počtářky a učinily několik významných objevů. Zejména Leavittová které určila vztah mezi periodou a svítivostí proměnných hvězd, který se ukázal být zásadní pro měření kosmologických vzdáleností.
V roce 1876 spoluzaložil horský klub Appalachian Mountain Club.

## Objevy
V roce 1862 vyvinul metodu fotografování spekter více hvězd současně tím, se vloží velký hranol na přední část fotografické desky.
Navrhl také společně s Williaminou Fleming a Annie Jump Cannon systém klasifikace hvězd založený na abecedním systému spektrálních tříd. Ten byl nejprve známý jako Harvardská spektrální klasifikace, později se stal základem pro katalog Henryho Drapera.
Pickeringovo je přičítáno to, že proslavil Harvard College Observatory po celém světě.

## Ocenění
V letech 1886 a 1901 získal Gold Medal of the Royal Astronomical Society. Roku 1888 obdržel Henry Draper Medal, roku 1908 medaili Catheriny Bruceové a téhož roku cenu Julese Janssena.
Jmenují se po něm krátery na Měsíci a Marsu a také asteroid 784.